# 新上五島町立若松中央小学校
新上五島町立若松中央小学校（しんかみごとうちょうりつ わかまつちゅうおうしょうがっこう）は長崎県南松浦郡新上五島町間伏郷にある公立小学校。

## 概要
歴史
1997年（平成9年）に若松町内の以下の小学校3校が統合されて開校した。2012年（平成24年）に創立15周年を迎えた。
- 若松町立神部小学校（こうべ）
- 若松町立日島小学校（ひのしま）
- 若松町立間伏小学校（まぶし）

2014年（平成26年）には新上五島町立若松小学校を統合し、若松地区のうち若松島側で唯一の小学校となった。
校訓
「かしこく、ゆたかに、たくましく」
校章
海の波を図案化し、「小」の文字と校名の「中央」（縦書き）の文字を置いている。
校歌
作詞・作曲ともに本庄禎眞による。歌詞は3番まであり、校名の「若松中央小学校」が登場する。
校区
若松地区（若松、西神ノ浦、大平、日島、有福、漁生浦、筒ノ浦、堤、滝ヶ原、石司、間伏、鵜ノ瀬、榊ノ浦、月ノ浦、神部、樫ノ口、土井ノ浦、里ノ浦）
中学校区は新上五島町立若松中学校。

## 沿革
前史（日島小学校）
- 1874年（明治7年）11月 - 「日ノ島小学校」が創立。
- 1875年（明治8年）7月 - 榊ノ浦分校を設置。
- 1879年（明治12年）- 榊ノ浦分校が分離し、初等榊ノ浦小学校として独立。
- 1886年（明治19年）- 小学校令の施行により「尋常日ノ島小学校」に改称。修業年限を4年とする。
- 1889年（明治22年）4月 - 町村制の実施により、日島村立の小学校となる。
- 1893年（明治26年）頃 - 「日ノ島尋常小学校」に改称（「尋常」の位置が変更される）。
- 1897年（明治30年）10月 - 漁生浦分校と有福分校を設置。
- 1901年（明治34年）4月20日 - 漁生浦分校・有福分校が分離し、それぞれ漁生浦尋常小学校・有福尋常小学校として独立。
- 実施年月日不明 - 高等科を併置し「日ノ島尋常高等小学校」となる。
- 実施年月日不明 - 漁生浦小学校と有福小学校を統合し、再び漁生浦分校・有福分校とする。
- 1941年（昭和16年）4月1日 - 国民学校令の施行により、「日ノ島村立日ノ島国民学校」に改称。
- 1947年（昭和22年）4月1日 - 学制改革（六・三制の実施）が行われる。
  - 国民学校初等科が改組され、「日ノ島村立日ノ島小学校」となる。
  - 国民学校高等科と青年学校普通科が改組され、「日ノ島村立日ノ島中学校」が発足。小学校に併設される。
- 1956年（昭和31年）9月25日 - 若松町の発足[1]により「若松町立日島小学校・中学校」に改称。
- 1973年（昭和48年）10月 - 漁生浦分校を廃止[2]。
- 1977年（昭和52年）9月 - 有福分校を廃止[2]。
- 1977年（昭和52年）9月 - 有福郷宮田に新築鉄筋コンクリート作校舎完成[2]。
- 1997年（平成9年）3月31日 - 閉校（最終所在地:若松町日島郷139番地、北緯32度55分9.1秒 東経128度57分41.0秒）。

前史（間伏小学校）
- 1877年（明治10年）5月 - 創立。
- 1941年（昭和16年）4月1日 - 国民学校令の施行により「日ノ島村立間伏国民学校」に改称。
- 1947年（昭和22年）4月1日 - 学制改革（六・三制の実施）により「日ノ島村立間伏小学校」となる。
- 1956年（昭和31年）9月25日 - 若松町の発足により、「若松町立間伏小学校」に改称。
- 1985年（昭和60年）3月31日 - 月ノ浦分校（最終所在地:若松町榊ノ浦郷244番2号、（北緯32度54分28.4秒 東経128度59分18.0秒 / 北緯32.907889度 東経128.988333度）を廃止。
- 1997年（平成9年）3月31日 - 閉校（最終所在地:若松町間伏郷74番1号、北緯32度52分54.3秒 東経129度0分18.0秒）。

前史（神部小学校）
- 1893年（明治26年）10月 - 「若松尋常小学校神部分校」として開校。
- 1901年（明治34年）7月 - 若松尋常小学校から分離し、「神部尋常小学校」として独立。
- 1941年（昭和16年）4月1日 - 国民学校令の施行により「若松村神部国民学校」に改称。
- 1947年（昭和22年）4月1日 - 学制改革（六・三制の実施）により「若松村立神部小学校」となる。
- 1956年（昭和31年）9月25日 - 若松町の発足により、「若松町立神部小学校」に改称。
- 1997年（平成9年）3月31日 - 閉校（最終所在地:若松町若松郷730番地、北緯32度52分18.3秒 東経129度1分1.8秒）。

統合・若松中央小学校
- 1997年（平成9年）4月1日 - 若松町内の小学校3校（神部・日島・間伏）が統合され、「若松町立若松中央小学校」が開校。児童数138名（学級数6）。
- 1998年（平成10年）
  - 7月20日 - 新校舎が完成。
  - 7月23日 - 旧校舎を解体。
  - 7月26日 - 新校舎に移転を完了。2学期より授業を開始。
- 1999年（平成11年）
  - 3月10日 - 新体育館が完成。
  - 4月11日 - 国旗掲揚台を設置。
  - 4月26日 - 飼育舎が完成。
- 2004年（平成16年）8月1日 - 新上五島町の発足により、「新上五島町若松中央小学校」（現校名）に改称。
- 2007年（平成19年）4月1日 - 特別支援学級を新設。
- 2008年（平成20年）4月1日 - 一部の学年で複式学級を開始。
- 2014年（平成26年）3月31日 - 新上五島町立若松小学校を統合。
  - 若松小学校は若松地区の中心部にあり児童数は中央小学校よりも多かったが、地理的に若松地区の中央にあり校舎の新しい若松中央小学校の方に統合されることとなった。

## 周辺
- 若松総合運動公園

## アクセス
最寄りのバス停
- 新上五島町営バス「中央小前」「運動公園前」